# Religión en Mónaco

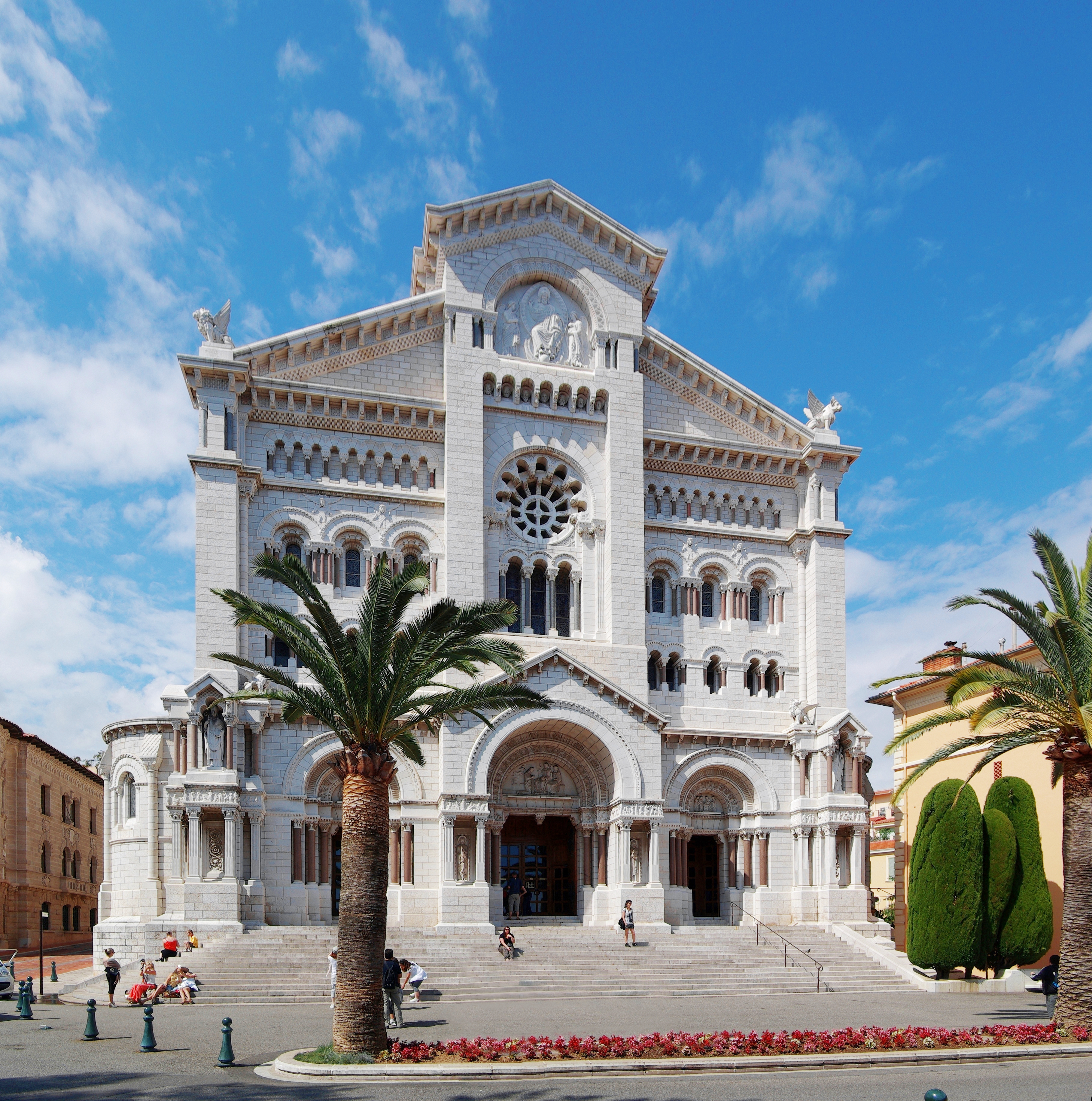
Catedral Católica de Nuestra Señora Inmaculada

La religión oficial en Mónaco es el catolicismo, sin embargo la libertad de otras religiones está garantizada por la Constitución. Hay cinco iglesias parroquiales y una catedral, que es la sede del arzobispado de Mónaco. La diócesis, que ha existido desde mediados del siglo XIX, fue elevada de la condición de arzobispado en 1981.
Hoy en día, la Arquidiócesis posee 13 sacerdotes diocesanos y 7 religiosos. Al mismo tiempo, también posee 15 monjas que viven en las 6 parroquias Mónaco.
El Nuncio Apostólico en Mónaco desde 2006, es André Pierre Louis Dupuy.

## Iglesia Anglicana
Hay una iglesia anglicana (Iglesia de San Pablo), ubicada en la avenida de la Grande Bretagne en Montecarlo. En 2007 ésta contaba con una afiliación formal de 135 anglicanos residentes en el Principado, pero existe también un número considerablemente mayor de anglicanos temporalmente en el país, sobre todo en calidad de turistas. En la iglesia se ha instalado una colección de más de 3.000 libros en lengua inglesa. La iglesia es parte de la diócesis anglicana de Gibraltar en Europa.

## Judíos
La Asociación Cultural Israelita de Mónaco (fundada en 1948) es una casa con una sinagoga, una escuela de la comunidad hebrea, y una tienda de alimentos kosher, ubicada en Montecarlo. La comunidad (de aproximadamente 1.500 integrantes) se compone principalmente de judíos que se emigraron desde Gran Bretaña (40%) y África del Norte. Un tercio de la población judía es de la rama asquenazí, mientras que los otros dos tercios son sefardíes.